# Kwak Hyun-hwa
Kwak Hyun-hwa (26 de enero de 1981), es una actriz, comediante, modelo y cantante surcoreana.

## Filmografía

### Series
| Año  | Título                              | Papel                 | Notas |
| ---- | ----------------------------------- | --------------------- | ----- |
| 2008 | Tú eres Mi Destino (serie de TV)    | empleada              | -     |
| 2008 | Star's Lover                        | Lee Eun-shil (이은실) | -     |
| 2009 | He Who Can't Marry (2009 TV series) | amante                | Cameo |
| 2010 | El Fugitive: Plan B                 | secretaria            | Cameo |
| 2011 | ¡Hurra por Amor (serie de TV)       | Na-young (나영)       | Cameo |